# Ducado de Sesto
El ducado de Sesto es un título nobiliario español concedido en Nápoles el 2 de abril de 1612 por Felipe III de España a Ambrosio Spínola, caballero de la Orden de Santiago y del Toisón de Oro, en recompensa por sus servicios al Imperio español en la Guerra de los Ochenta Años, en los Países Bajos. El título fue creado elevando a ducado el marquesado del mismo nombre que poseyó Filippo Spínola, padre de Ambrosio Spínola, I marqués de los Balbases, y su nombre hace referencia al actual municipio de Sesto Campano.
Fue utilizado por los primogénitos de la casa de los Balbases y después por la de Alcañices, en la que recayó en el siglo XVIII, siendo su último titular José Isidro Pérez Osorio y Silva Zayas y Téllez-Girón, duque de Sesto y después XVII marqués de Alcañices, conocido como Gran Duque de Sesto, que fue consejero de Alfonso XII de España, mentor de su hijo el príncipe Alfonso y promotor de la Restauración borbónica, causa en la que invirtió gran parte de su fortuna. Por sus favores a la corona, Isabel II le autorizó su uso en España por una real cédula expedida en Madrid el 2 de octubre de 1859, refrendada por el ministro de Gracia y Justicia.
A la muerte de Alfonso XII, su viuda la reina María Cristina de Habsburgo-Lorena consideró que los préstamos realizados por José Osorio a la Corona no eran tales, sino que era él quien los debía a la misma. Indignado por la actuación de la reina, quien nunca le tuvo aprecio, entregó el ducado de Sesto y todas sus propiedades en Italia a la reina, quien lo vendió años más tarde.

## Duques de Sesto
|                         | Titular                                               | Periodo                 |
| Creación por Felipe III | Creación por Felipe III                               | Creación por Felipe III |
| ----------------------- | ----------------------------------------------------- | ----------------------- |
| I                       | Ambrosio Spínola                                      | 1612-1630               |
| II                      | Felipe Spínola                                        | 1630-1659               |
| III                     | Pablo Spínola Doria                                   | 1659-1699               |
| IV                      | Carlos Felipe Spínola                                 | 1659-1721               |
| V                       | Carlos Ambrosio Gaetano Spínola de la Cerda           | 1721-1757               |
| VI                      | Carlos Joaquín Spínola de la Cueva                    | 1757-1798               |
| VII                     | Manuel Pérez Osorio y Spínola                         | 1798-1813               |
| VIII                    | Nicolás Pérez Osorio y Zayas                          | 1813-1866               |
| IX                      | José Isidro Pérez Osorio y Silva Zayas y Téllez-Girón | 1866-1909               |

## Historia de los duques de Sesto
- Ambrosio Spínola (Génova, 1569-Castelnuovo Scrivia, 25 de septiembre de 1630), II marqués y I duque de Sesto,[3] I marqués de los Balbases en 1621,[4] marqués de Bezerril y de Venafro, duque de San Severo y príncipe de Serravale, caballero de la Orden del Toisón de Oro, de la Orden de Santiago, maestre de campo, maestre de las tropas de Flandes, capitán general del ejército del Palatinado, consejero de Estado y Guerra, gobernador de Milán y grande de España.[5] Al servicio de la Corona de España, es conocido por la toma de la ciudad de Breda.[6] Era hijo de Felipe Spínola, I marqués de Sesto, y de Polissena Grimaldi, hija del príncipe de Salerno y de Juana (Giovanetta) Bassadone y Doria.[3]

Casó en primeras nupcias en 1592 con Giovanetta Bacciadone y en segundas en 1615 con María Lorena. Le sucedió su hijo del primer matrimonio:
- Felipe Spínola (Génova, 1594-Madrid, 8 de agosto de 1659), II duque de Sesto, II marqués de los Balbases,[7] caballero de la Orden del Toisón de Oro, general del Ejército español y presidente del Consejo de Flandes.[7][8]

Contrajo matrimonio con Gerónima Doria Spínola. Le sucedió su hijo:
- Pablo Spínola Doria , (Milán, c. 1628/1630-Madrid, 23 de diciembre de 1699), III duque de Sesto, III marqués de los Balbases,[7] ministro durante el reinado de Carlos II, consejero de Estado y Guerra, caballerizo y mayordomo mayor de la reina, gran protonotario del Consejo de Italia y embajador en Alemania.[7]

Casó el 24 de febrero de 1653 con Ana María Brígida Colonna.
- Carlos Felipe Spínola (Milán, 11 de noviembre de 1665-30 de julio de 1721), IV duque de Sesto,[9] IV marqués de los Balbases,[7] general de caballería española, virrey de Sicilia entre 1707 y 1713 y consejero de estado.

Contrajo matrimonio el 20 de septiembre de 1682 con Isabel María de la Cerda y Aragón (Puerto de Santa María, 30 de octubre de 1667-1708), hija de Juan Francisco Tomás Lorenzo de la Cerda-Foix y Enríquez, VIII duque de Medinaceli, VII marqués de Cogolludo, VIII conde de El Puerto de Santa María, VI duque de Alcalá de los Gazules, IX marqués de Tarifa, IV marqués de Alcalá de la Alameda y IX conde de los Morales, y de Catalina Cardona Córdoba Aragón y Sandoval, IX duquesa de Cardona y VIII duquesa de Segorbe.  Le sucedió su hijo:
- Carlos Ambrosio Gaetano Spínola de la Cerda (m. 18 de diciembre de 1757), V duque de Sesto,[14] V marqués de los Balbases,[7] caballero de la Orden del Toisón de Oro, embajador en Portugal, caballerizo mayor de la reina Isabel de Farnesio[7] y gentilhombre de cámara de Felipe V.

Se casó el 2 de febrero de 1717 con Ana Catalina de la Cueva y de la Cerda, hija de Francisco Fernández de la Cueva y de la Cueva, X marqués de Cuéllar, IV marqués de Cadreita, VI conde de la Torre y caballero de Santiago, y de Juana de la Cerda y Fernández de Córdoba. Le sucedió su hijo:
- Carlos Joaquín Spínola de la Cueva (m. 9 de mayo de 1798), VI duque de Sesto,[16] VI marqués de los Balbases,[7] VIII marqués de Cadreita, X conde de la Torre,[16] y mariscal de campo.[7]

Contrajo matrimonio en 1737 con María Vittoria Colonna Salvati y en segundas nupcias casó con María de Valcarcel y Córdoba. Le sucedió su sobrino, hijo de su hermana María Dominga Spínola y de la Cueva y de Manuel José Pérez Osorio y Velasco, XIV marqués de Alcañices, de quien fue su primera esposa.
- Manuel Pérez Osorio y Spínola (1715-29 de mayo de 1813), VII duque de Sesto,[16] VII marqués de los Balbases,[7] XV marqués de Alcañices,[17] X marqués de Montaos, X conde de Grajal, XII conde de Fuensaldaña, X conde de Villaumbrosa, VIII conde de Vilanueva de Cañedo, IX marqués de Cadreita, XI conde de la Torre, etc.[16]

Casó en primeras nupcias el 7 de mayo de 1774 con María Joaquina de la Cerda (m. 12 de agosto de 1777). Contrajo un segundo matrimonio el 28 de febrero de 1786 con María Aldonza de las Mercedes de Zayas Manuel y Mendoza, III duquesa de Algete. Le sucedió su hijo del segundo matrimonio:
- Nicolás Pérez Osorio y Zayas (Madrid, 13 de febrero de 1799-Madrid, 31 de enero de 1866), VIII duque de Sesto,[20]  VIII marqués de los Balbases,[7] XVI marqués de Alcañices,[17] XV duque de Alburquerque,[21], IV duque de Algete,[22] VII conde de La Corzana,[23] IV marqués de Cuéllar, X marqués de Cadreita, etc., mayordomo mayor del rey, caballero del Toisón de Oro y senador (1834-1866).[24][25][26]

Casó el 13 de septiembre de 1882 con Inés Francisca de Silva y Téllez Girón.  Le sucedió su hijo:
- José Isidro Pérez Osorio y Silva Zayas y Téllez-Girón (Madrid, 4 de abril de 1825-Madrid, 30 de diciembre de 1909), IX y último duque de Sesto,[28] IX marqués de los Balbases,[7] XVII marqués de Alcañices,[17] XVI duque de Alburquerque,[29], V duque de Algete,[22] VIII conde de La Corzana,[23] marqués de Cuéllar, etc., mayordomo mayor, caballero del Toisón de Oro y senador.[30] Fue un político español que jugó un papel importante en la Restauración borbónica. Fue gobernador civil de la provincia de Madrid (1865-1866), gentilhombre con ejercicio, etc.[31]

Casó con la princesa Sophie Sergeievna Troubetzkoy. Sin descendencia.